# Odiellus spinosus
Espèce
Synonymes
- Phalangium spinosum Bosc, 1792
- Phalangium histrix Latreille, 1798
- Acantholophus obtusedentatus L. Koch, 1869
- Oligolophus nollii C.L.Koch, 1871
- Papillophus crassus Hadži, 1936

Odiellus spinosus est une espèce d'opilions eupnois de la famille des Phalangiidae.

## Distribution
Cette espèce se rencontre en Europe.

## Description

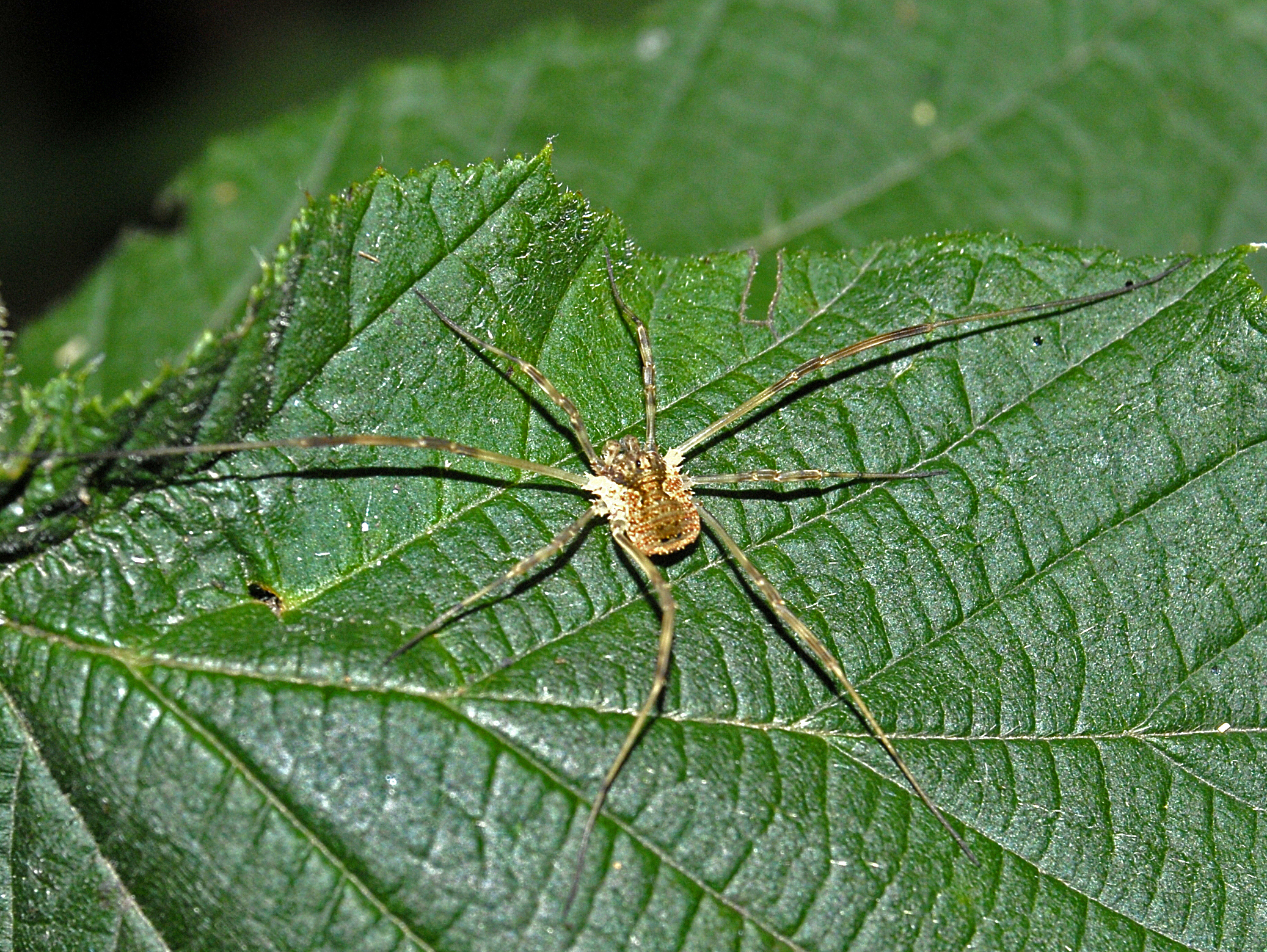
Odiellus spinosus

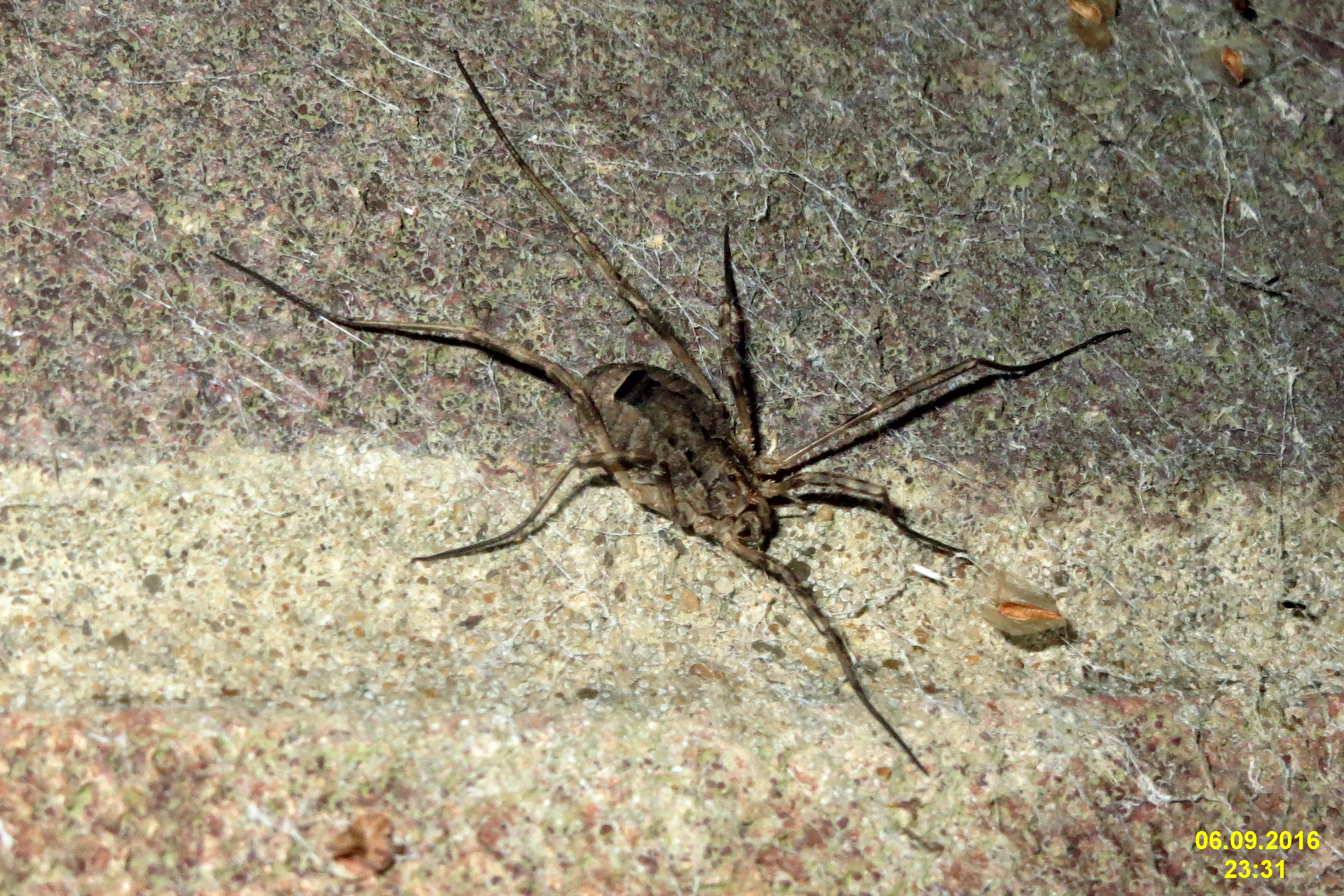
Odiellus spinosus

Les mâles mesurent de 6,5 à 8 mm et les femelles de 7 à 11 mm. Cette faucheuse présente trois grandes épines presque plates (d'où le nom de l'espèce) devant les yeux. Sur son dos se trouve une bande nommée «selle» qui est bordée de noir. Son abdomen est très aplati, avec quelques rangées de taches brunes sur chaque tergite,.

## Systématique et taxonomie
Le nom scientifique complet (avec auteur) de ce taxon est Odiellus spinosus (Bosc, 1792).
L'espèce a été initialement classée dans le genre Phalangium sous le protonyme Phalangium spinosum Bosc, 1792.

## Publication originale
- Bosc, 1792 : « Description d’un phalangium et d’un cinips. » Bulletin des Sciences par la Société philomathique de Paris, vol. 1, p. 18 (texte intégral).